# 相愛数左右対称陣
相愛数左右対称陣（そうあいすうさゆうたいしょうじん、SOAI numbers symmetrical formation）とは、n-n相愛数を用いて左右対称の形式で配列された2n個の数のことである。
(例)10-10相愛数（❤︎❤︎❤︎❤︎❤︎）を用いて作られた相愛数左右対称陣
|   |   |   | 4 |   |   |   |   | 11 |    |    |    |
|   | 2 |   | 4 |   | 7 | 8 |   | 11 |    | 13 |    |
| 1 | 2 | 3 | 4 | 6 | 7 | 8 | 9 | 11 | 12 | 13 | 14 |

{\displaystyle 1^{1}+4^{1}+4^{1}+4^{1}+6^{1}+9^{1}+11^{1}+11^{1}+11^{1}+14^{1}=2^{1}+2^{1}+3^{1}+7^{1}+7^{1}+8^{1}+8^{1}+12^{1}+13^{1}+13^{1}}
{\displaystyle 1^{2}+4^{2}+4^{2}+4^{2}+6^{2}+9^{2}+11^{2}+11^{2}+11^{2}+14^{2}=2^{2}+2^{2}+3^{2}+7^{2}+7^{2}+8^{2}+8^{2}+12^{2}+13^{2}+13^{2}}
{\displaystyle 1^{3}+4^{3}+4^{3}+4^{3}+6^{3}+9^{3}+11^{3}+11^{3}+11^{3}+14^{3}=2^{3}+2^{3}+3^{3}+7^{3}+7^{3}+8^{3}+8^{3}+12^{3}+13^{3}+13^{3}}
{\displaystyle 1^{4}+4^{4}+4^{4}+4^{4}+6^{4}+9^{4}+11^{4}+11^{4}+11^{4}+14^{4}=2^{4}+2^{4}+3^{4}+7^{4}+7^{4}+8^{4}+8^{4}+12^{4}+13^{4}+13^{4}}
{\displaystyle 1^{5}+4^{5}+4^{5}+4^{5}+6^{5}+9^{5}+11^{5}+11^{5}+11^{5}+14^{5}=2^{5}+2^{5}+3^{5}+7^{5}+7^{5}+8^{5}+8^{5}+12^{5}+13^{5}+13^{5}}
※0乗数総和は一致することは自明であるため不記載。

このケースでは、相愛力（0乗数～k乗数総和が等しくなる場合におけるk、ハートマークの個数であらわされることもある）が5である。相愛数左右対称陣であるためには、最低でも相愛力が2以上であることが望まれる。また、異なる相愛数の組（上記の例においては黄色と緑色の組）において、同一の数を共有しないということが条件とされる。

## 完全相愛数左右対称陣
相愛数左右対称陣の中でも、とくに1〜nまでの連続した自然数を用いてつくられたものを完全相愛数左右対称陣（かんぜんそうあいすうさゆうたいしょうじん、SOAI numbers perfect symmetrical formation）と呼ぶ。
(例)10-10相愛数（❤︎❤︎❤︎❤︎）を用いて作られた＜1〜8＞完全相愛数左右対称陣
|   |   |   | 4 | 5 |   |   |   |
|   |   |   | 4 | 5 |   |   |   |
|   | 2 |   | 4 | 5 |   | 7 |   |
|   | 2 |   | 4 | 5 |   | 7 |   |
| 1 | 2 | 3 | 4 | 5 | 6 | 7 | 8 |

{\displaystyle 1^{1}+3^{1}+4^{1}+4^{1}+4^{1}+4^{1}+4^{1}+7^{1}+7^{1}+7^{1}=2^{1}+2^{1}+2^{1}+5^{1}+5^{1}+5^{1}+5^{1}+5^{1}+6^{1}+8^{1}}
{\displaystyle 1^{2}+3^{2}+4^{2}+4^{2}+4^{2}+4^{2}+4^{2}+7^{2}+7^{2}+7^{2}=2^{2}+2^{2}+2^{2}+5^{2}+5^{2}+5^{2}+5^{2}+5^{2}+6^{2}+8^{2}}
{\displaystyle 1^{3}+3^{3}+4^{3}+4^{3}+4^{3}+4^{3}+4^{3}+7^{3}+7^{3}+7^{3}=2^{3}+2^{3}+2^{3}+5^{3}+5^{3}+5^{3}+5^{3}+5^{3}+6^{3}+8^{3}}
{\displaystyle 1^{4}+3^{4}+4^{4}+4^{4}+4^{4}+4^{4}+4^{4}+7^{4}+7^{4}+7^{4}=2^{4}+2^{4}+2^{4}+5^{4}+5^{4}+5^{4}+5^{4}+5^{4}+6^{4}+8^{4}}
※0乗数総和は一致することは自明であるため不記載。

## 関連事項
- 相愛数
- ランダー・パーキン・セルフリッジ予想
- Prouhet–Tarry–Escott problem